# Dargoire
Dargoire est une commune française située dans le département de la Loire en région Auvergne-Rhône-Alpes.

## Géographie
A l’extrême est de Saint-Étienne Métropole, Dargoire se trouve à mi-chemin entre Saint-Étienne (32 km) et Lyon (34 km).
La superficie de la commune est de 1,92 km2, ce qui en fait la plus petite commune de sa métropole ; son altitude varie de 189  à   335 mètres.
|                    | Beauvallon (Rhône) |                              |
| Chabanière (Rhône) | Dargoire           | Saint-Romain-en-Gier (Rhône) |
|                    | Tartaras           |                              |

### Voies de communication et de transport

#### Transports en commun
La commune est desservie par la ligne 103 du réseau STAS reliant Rive-de-Gier à Dargoire via Tartaras.

### Climat
Pour des articles plus généraux, voir Climat d'Auvergne-Rhône-Alpes et Climat de la Loire.
En 2010, le climat de la commune est de type climat du Bassin du Sud-Ouest, selon une étude du Centre national de la recherche scientifique s'appuyant sur une série de données couvrant la période 1971-2000. En 2020, Météo-France publie une typologie des climats de la France métropolitaine dans laquelle la commune est exposée à un climat de montagne ou de marges de montagne et est dans la région climatique Nord-est du Massif Central, caractérisée par une pluviométrie annuelle de 800 à 1 200 mm, bien répartie dans l’année.
Pour la période 1971-2000, la température annuelle moyenne est de 11,7 °C, avec une amplitude thermique annuelle de 17,8 °C. Le cumul annuel moyen de précipitations est de 748 mm, avec 8,1 jours de précipitations en janvier et 5,8 jours en juillet. Pour la période 1991-2020, la température moyenne annuelle observée sur la station météorologique de Météo-France la plus proche, « Saint-Didier-sous-Riverie », sur la commune de Chabanière à 4 km à vol d'oiseau, est de 11,6 °C et le cumul annuel moyen de précipitations est de 855,5 mm,. Pour l'avenir, les paramètres climatiques de la commune estimés pour 2050 selon différents scénarios d'émission de gaz à effet de serre sont consultables sur un site dédié publié par Météo-France en novembre 2022.

## Urbanisme

### Typologie
Au 1er janvier 2024, Dargoire est catégorisée bourg rural, selon la nouvelle grille communale de densité à sept niveaux définie par l'Insee en 2022.
Elle est située hors unité urbaine. Par ailleurs la commune fait partie de l'aire d'attraction de Lyon, dont elle est une commune de la couronne,. Cette aire, qui regroupe 397 communes, est catégorisée dans les aires de 700 000 habitants ou plus (hors Paris),.

### Occupation des sols
L'occupation des sols de la commune, telle qu'elle ressort de la base de données européenne d’occupation biophysique des sols Corine Land Cover (CLC), est marquée par l'importance des territoires agricoles (73,9 % en 2018), en diminution par rapport à 1990 (94,7 %). La répartition détaillée en 2018 est la suivante : 
zones agricoles hétérogènes (65,6 %), zones urbanisées (20,9 %), prairies (8,3 %), forêts (4,6 %), milieux à végétation arbustive et/ou herbacée (0,7 %). L'évolution de l’occupation des sols de la commune et de ses infrastructures peut être observée sur les différentes représentations cartographiques du territoire : la carte de Cassini (XVIIIe siècle), la carte d'état-major (1820-1866) et les cartes ou photos aériennes de l'IGN pour la période actuelle (1950 à aujourd'hui).

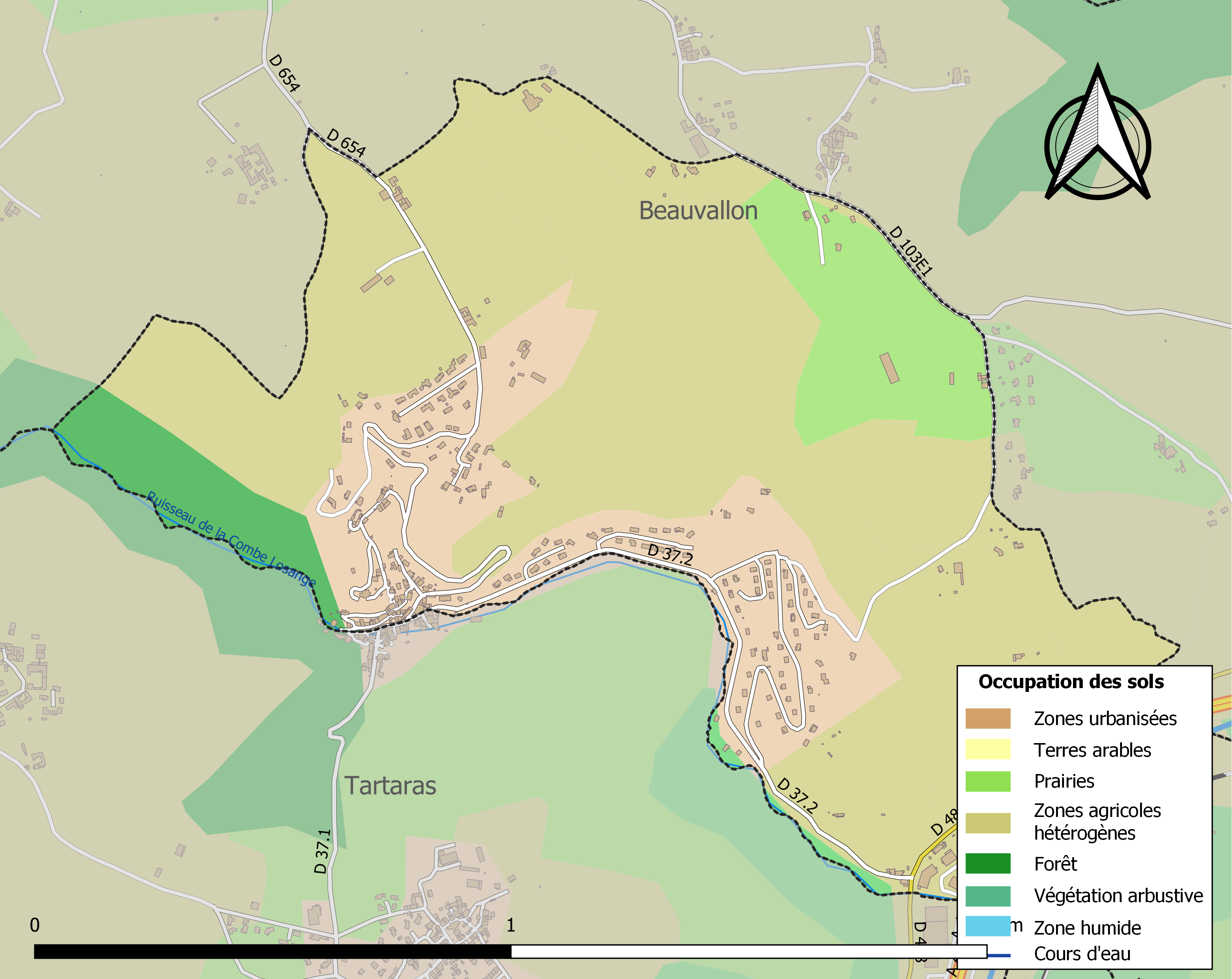
Carte des infrastructures et de l'occupation des sols de la commune en 2018 (CLC).

## Histoire

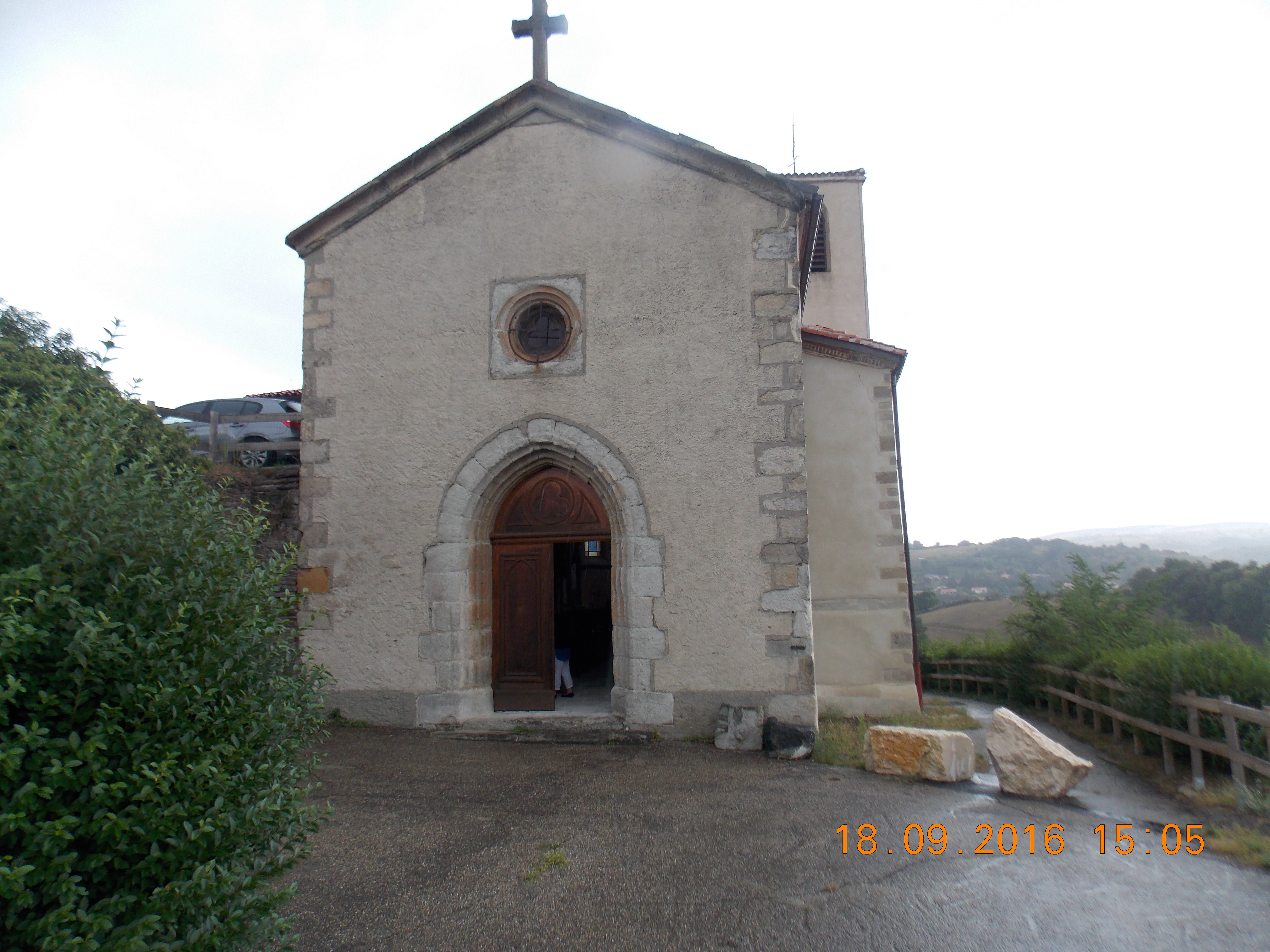
Eglise de Dargoire.

Le premier fait historique connu concerne Gaudemar Charpinel, seigneur de Dargoire, qui participa à la croisade de 1096.

## Politique et administration
| Période                                  | Période   | Identité      | Étiquette | Qualité |
| ---------------------------------------- | --------- | ------------- | --------- | ------- |
| Les données manquantes sont à compléter. |           |               |           |         |
| mars 2001                                | mars 2008 | Robert Guedet |           |         |
| mars 2008                                | 2014      | Pierre Jac    |           |         |
| 2014                                     | En cours  | Marc Jandot   |           |         |

## Démographie
L'évolution du nombre d'habitants est connue à travers les recensements de la population effectués dans la commune depuis 1800. Pour les communes de moins de 10 000 habitants, une enquête de recensement portant sur toute la population est réalisée tous les cinq ans, les populations de référence des années intermédiaires étant quant à elles estimées par interpolation ou extrapolation. Pour la commune, le premier recensement exhaustif entrant dans le cadre du nouveau dispositif a été réalisé en 2006.

En 2022, la commune comptait 523 habitants, en évolution de +1,36 % par rapport à 2016 (Loire : +1,32 %, France hors Mayotte : +2,11 %).
| 1800 | 1806 | 1821 | 1831 | 1836 | 1841 | 1846 | 1851 | 1856 |
| ---- | ---- | ---- | ---- | ---- | ---- | ---- | ---- | ---- |
| 217  | 252  | 243  | 203  | 221  | 213  | 204  | 205  | 204  |

| 1861 | 1866 | 1872 | 1876 | 1881 | 1886 | 1891 | 1896 | 1901 |
| ---- | ---- | ---- | ---- | ---- | ---- | ---- | ---- | ---- |
| 268  | 223  | 240  | 201  | 203  | 206  | 180  | 168  | 161  |

| 1906 | 1911 | 1921 | 1926 | 1931 | 1936 | 1946 | 1954 | 1962 |
| ---- | ---- | ---- | ---- | ---- | ---- | ---- | ---- | ---- |
| 186  | 170  | 111  | 121  | 113  | 105  | 106  | 107  | 108  |

| 1968 | 1975 | 1982 | 1990 | 1999 | 2006 | 2011 | 2016 | 2021 |
| ---- | ---- | ---- | ---- | ---- | ---- | ---- | ---- | ---- |
| 111  | 159  | 289  | 428  | 409  | 418  | 468  | 516  | 526  |

| 2022 | - | - | - | - | - | - | - | - |
| ---- | - | - | - | - | - | - | - | - |
| 523  | - | - | - | - | - | - | - | - |

## Lieux et monuments
- Église de l'Assomption-de-la-Vierge de Dargoire.

## Personnalités liées à la commune
- Galdemar Carpinel, seigneur de Dargoire, qui fut nommé seigneur de Haifa par Godefroy de Bouillon lors de la première croisade.